# Ellen Burstyn
Ellen Burstyn (született: Edna Rae Gillooly) (Detroit, Michigan, 1932. december 7. –) Oscar-, Tony- és kétszeresen Primetime Emmy-díjas amerikai színésznő.

## Élete és pályafutása
1932. december 7-én született Detroitban John Austin Gillooly és Coriene Marie Hamel gyermekeként.
Tanulmányait Lee Strasberg Actors' Studiójában végezte el.
1950-től Texasban és New Yorkban modellként dolgozott, illetve Montréalban éjszakai klubokban lépett fel. 1957-ben debütált a Broadwayon a Fair Game című darabban. A nagy áttörést az 1971-ben készült Az utolsó mozielőadás hozta meg számára. Ezért az alakításáért Oscar- és Golden Globe-díjra jelölték. Egy évvel később Jack Nicholsonnal szerepelt együtt A Marvin Gardens királya című filmben. Ezután jött Az ördögűző 1973-ban, amikor ismét jelölték mind Oscar-, mind pedig Golden Globe-díjra. 1974-ben egy pincérnőt alakított az Alice már nem lakik itt című filmben, mellyel elnyerte a legjobb színésznőnek járó Oscar-, valamint BAFTA-díjat is. 
1982–1988 között, illetve 2000-től a New York-i Actor's Studio művészeti társigazgatója. 1982–1988 között a Színész Szakszervezet elnöke volt.

## Magánélete
1950-1957 között William Alexander volt a férje. Második házassága 1958-1962 között volt, ekkor Paul Roberts volt a párja. Harmadik alkalommal is megházasodott, ez 1964-1972 között volt, ekkor Neil Nephew volt a férje.

## Filmográfia

### Film
| Év   | Magyar cím                | Eredeti cím                             | Szerep                            | Magyar hang        |
| ---- | ------------------------- | --------------------------------------- | --------------------------------- | ------------------ |
| 1964 | Viszlát, Charlie!         | Goodbye Charlie                         | Franzie Salzman                   |                    |
| 1964 |                           | For Those Who Think Young               | Dr. Pauline Thayer                |                    |
| 1969 |                           | Pit Stop (The Winner)                   | Ellen McLeod                      |                    |
| 1970 | Alex Csodaországban       | Alex in Wonderland                      | Beth Morrison                     | Major Melinda      |
| 1970 |                           | Tropic of Cancer                        | Mona Miller                       |                    |
| 1971 | Az utolsó mozielőadás     | The Last Picture Show                   | Lois Farrow                       | Dallos Szilvia     |
| 1972 | A Marvin Gardens királya  | The King of Marvin Gardens              | Sally                             | Vándor Éva         |
| 1973 | Az ördögűző               | The Exorcist                            | Chris MacNeil                     | Győry Franciska    |
| 1973 | Az ördögűző               | The Exorcist                            | Chris MacNeil                     | Kiss Mari          |
| 1974 | Alice már nem lakik itt   | Alice Doesn't Live Here Anymore         | Alice Hyatt                       | Udvaros Dorottya   |
| 1974 | A macskás öregúr          | Harry and Tonto                         | Shirley Mallard                   | Földessy Margit    |
| 1977 | Gondviselés               | Providence                              | Sonia Langham                     | Kiss Mari          |
| 1978 | Asszonyok kiáltása        | Kravgi gynaikon                         | Brenda                            | Földi Teri         |
| 1978 | Jövőre veled ugyanitt     | Same Time, Next Year                    | Doris                             | Vándor Éva         |
| 1980 | Feltámadás                | Resurrection                            | Edna Mae McCauley                 |                    |
| 1981 | Észak csöndje             | Silence of the North                    | Olive Frederickson                |                    |
| 1984 | A nagykövet               | The Ambassador                          | Alex Hacker                       |                    |
| 1985 | Még egy lehetőség         | Twice in a Lifetime                     | Kate MacKenzie                    | Földi Teri         |
| 1987 |                           | Dear America: Letters Home from Vietnam | Mrs. Stocks (hangja)              |                    |
| 1988 | Hanna háborúja            | Hanna's War                             | Katalin                           | Tímár Éva          |
| 1991 |                           | Grand Isle                              | Mademoiselle Reisz                |                    |
| 1991 | A szerelem erejével       | Dying Young                             | Mrs. O'Neil                       | Gyimesi Pálma      |
| 1993 | Özvegyek klubja           | The Cemetery Club                       | Esther Moskowitz                  |                    |
| 1994 | Ha a férfi igazán szeret… | When a Man Loves a Woman                | Emily                             | Kassai Ilona       |
| 1994 |                           | The Color of Evening                    | Kate O'Reilly                     |                    |
| 1995 | A szerelem színei         | How to Make an American Quilt           | Hy Dodd                           | Dallos Szilvia     |
| 1995 | Bébicsőszök klubja        | The Baby-Sitters Club                   | Emily Haberman                    | Mednyánszky Ági    |
| 1995 | Szobatársak               | Roommates                               | Judith                            |                    |
| 1996 | Spitfire Grill            | The Spitfire Grill                      | Hannah Ferguson                   | Pásztor Erzsi      |
| 1997 | A hazug                   | Deceiver                                | Mook                              | Halász Aranka      |
| 1998 | Szeress, ha tudsz!        | Playing by Heart                        | Mildred                           | Menszátor Magdolna |
| 1998 |                           | You Can Thank Me Later                  | Shirley Cooperberg                |                    |
| 1999 | Egyiptomi barangolás      | Walking Across Egypt                    | Mattie Rigsbee                    |                    |
| 2000 | Rekviem egy álomért       | Requiem for a Dream                     | Sara Goldfarb                     | Kassai Ilona       |
| 2000 | A bűn állomásai           | The Yards                               | Val Handler                       | Tóth Judit         |
| 2002 | Vagány nők klubja         | Divine Secrets of the Ya-Ya Sisterhood  | Viviane Joan "Vivi" Abbott Walker | Tímár Éva          |
| 2002 | Vörös sárkány             | Red Dragon                              | Dolarhyde nagyi (hangja)          | Kassai Ilona       |
| 2005 | San Fernando völgye       | Down in the Valley                      | Ma                                |                    |
| 2006 | A forrás                  | The Fountain                            | Dr. Lilian Guzetti                | Tímár Éva          |
| 2006 | Rejtélyek szigete         | The Wicker Man                          | Sister Summersisle                | Tímár Éva          |
| 2006 | Az elefántkirály          | The Elephant King                       | Diana Hunt                        |                    |
| 2006 |                           | 30 Days                                 | Maura                             |                    |
| 2007 | Egy asszony élete         | The Stone Angel                         | Hagar Shipley                     |                    |
| 2008 | Míg élünk, szeretünk      | Lovely, Still                           | Mary                              | Szabó Éva          |
| 2008 | Gyémánt könnyek           | The Loss of a Teardrop Diamond          | Addie                             |                    |
| 2008 | W. – George W. Bush élete | W.                                      | Barbara Bush                      | Kocsis Mariann     |
| 2009 |                           | The Velveteen Rabbit                    | hattyú (hangja)                   |                    |
| 2009 |                           | According to Greta                      | Katherine                         |                    |
| 2009 |                           | PoliWood (dokumentumfilm)               | önmaga                            |                    |
| 2010 |                           | The Mighty Macs                         | St. John nővér                    |                    |
| 2010 | Fő utca                   | Main Street                             | Georgiana Carr                    |                    |
| 2011 |                           | Another Happy Day                       | Doris                             |                    |
| 2011 |                           | Someday This Pain Will Be Useful to You | Nanette                           |                    |
| 2013 |                           | Wish You Well                           | Louisa Mae Cardinal               |                    |
| 2014 |                           | Two Men in Town                         | Garnett anyja                     |                    |
| 2014 | Újoncok napja             | Draft Day                               | Barb Weaver                       | Tímár Éva          |
| 2014 | Csillagok között          | Interstellar                            | Murph idősen                      | Felföldi Anikó     |
| 2014 | Amikor Marnie ott volt    | When Marnie Was There                   | Nanny (angol hangja)              |                    |
| 2014 | A hívás                   | The Calling                             | Emily Micallef                    | Kassai Ilona       |
| 2015 | Adaline varázslatos élete | The Age of Adaline                      | Flemming                          | Szabó Éva          |
| 2015 |                           | Unity (dokumentumfilm)                  | narrátor                          |                    |
| 2015 |                           | About Scout                             | Gram                              |                    |
| 2016 |                           | Wiener-Dog                              | Nana                              |                    |
| 2016 |                           | Custody                                 | Beatrice Fisher                   |                    |
| 2017 |                           | The House of Tomorrow                   | Josephine Prendergast             |                    |
| 2017 |                           | All I Wish                              | Celia Berges                      |                    |
| 2018 | Nosztalgia                | Nostalgia                               | Helen Greer                       | Dallos Szilvia     |
| 2018 | A történet                | The Tale                                | Nettie                            | Szabó Éva          |
| 2019 |                           | American Woman                          | Miss Dolly                        |                    |
| 2019 | Lucy az égben             | Lucy in the Sky                         | Nana Holbrook                     |                    |
| 2020 | Pieces of a Woman         | Pieces of a Woman                       | Elizabeth Weiss                   | Hűvösvölgyi Ildikó |
| 2021 |                           | Queen Bees                              | Helen Wilson                      |                    |
| 2022 |                           | Three Months                            | Valerie                           |                    |
| 2023 | Anyánk a kanapén          | Mother, Couch                           | anya                              | Szabó Éva          |
| 2023 | Az ördögűző: A hívő       | The Exorcist: Believer                  | Chris MacNeil                     | Győry Franciska    |

### Televízió

#### Tévéfilm
| Év   | Magyar cím                 | Eredeti cím                                                  | Szerep                | Magyar hang     |
| ---- | -------------------------- | ------------------------------------------------------------ | --------------------- | --------------- |
| 1974 |                            | Thursday's Game                                              | Lynne Evers           |                 |
| 1981 |                            | The People vs. Jean Harris                                   | Jean Harris           |                 |
| 1985 |                            | Into Thin Air                                                | Joan Walker           |                 |
| 1985 |                            | Surviving: A Family in Crisis                                | Tina Brogan           |                 |
| 1986 | A hatalom megfizet         | Act of Vengeance                                             | Margaret Yablonski    | Győry Franciska |
| 1986 |                            | Something in Common                                          | Lynn Hollander        |                 |
| 1987 |                            | Look Away                                                    | Mary Todd Lincoln     |                 |
| 1987 | Szemenszedett hazugságok   | Pack of Lies                                                 | Barbara Jackson       |                 |
| 1990 | A méltóság nevében         | When You Remember Me                                         | Cooder nővér          |                 |
| 1991 | Még emlékszem a szeretetre | Mrs. Lambert Remembers Love                                  | Lillian "Lil" Lambert | Kassai Ilona    |
| 1992 |                            | Taking Back My Life: The Nancy Ziegenmeyer Story             | Wilma                 |                 |
| 1993 |                            | Shattered Trust: The Shari Karney Story                      | Joan Delvecchio       |                 |
| 1994 |                            | Trick of the Eye                                             | Frances Griffin       |                 |
| 1994 | Maffia vadászat            | Getting Gotti                                                | Jo Giaclone           | Kassai Ilona    |
| 1994 | Szabadlábon                | Getting Out                                                  | Arlie anyja           |                 |
| 1995 | Kövesd a folyót            | Follow the River                                             | Gretel                |                 |
| 1995 | Közel a gyilkoshoz         | My Brother's Keeper                                          | Helen                 |                 |
| 1996 |                            | Timepiece                                                    | Maud Gannon           |                 |
| 1996 |                            | Our Son, the Matchmaker                                      | Iva Mae Longwell      |                 |
| 1997 |                            | Flash                                                        | Laura Strong          |                 |
| 1997 |                            | A Deadly Vision                                              | Yvette Watson         |                 |
| 1998 | Hazugok védőszentje        | The Patron Saint of Liars                                    | June Clatterbuck      |                 |
| 1999 | Sötét vágta                | Night Ride Home                                              | Maggie                |                 |
| 2000 | A kis hableány             | Mermaid                                                      | Trish Gill            |                 |
| 2001 | Bocsássátok meg bűneimet!  | Within These Walls                                           | Joan Thomas           |                 |
| 2003 | Megfestett sors            | Brush with Fate                                              | Rika                  |                 |
| 2004 | Öten a Mennyországból      | The Five People You Meet in Heaven                           | Ruby                  | Vándor Éva      |
| 2004 |                            | The Madam's Family: The Truth About the Canal Street Brothel | Tommie                |                 |
| 2005 |                            | Our Fathers                                                  | Mary Ryan             |                 |
| 2005 | Mrs. Harris                | Mrs. Harris                                                  | Tarnower ex-barátnője |                 |
| 2007 |                            | Mitch Albom's For One More Day                               | Pauline Benetto       |                 |

#### Sorozat
| Év        | Magyar cím                               | Eredeti cím                            | Szerep                      | Megjegyzések           |
| --------- | ---------------------------------------- | -------------------------------------- | --------------------------- | ---------------------- |
| 1958      |                                          | Kraft Television Theatre               | Linda                       | 1 epizód               |
| 1961      |                                          | Michael Shayne                         | Carol                       | 1 epizód               |
| 1961      |                                          | The Loretta Young Show                 | Ann Walters                 | 1 epizód               |
| 1961      |                                          | Dr. Kildare                            | Anne Garner                 | 1 epizód               |
| 1961      |                                          | Surfside 6                             | Wandra Drake                | 1 epizód               |
| 1961–1963 |                                          | 77 Sunset Strip                        | Betty Benson / Sandra Keene | 2 epizód               |
| 1961      |                                          | Cheyenne                               | Emmy Mae                    | 1 epizód               |
| 1961      |                                          | The Dick Powell Show                   | Rose Maxon                  | 1 epizód               |
| 1962–1971 |                                          | Gunsmoke                               | Polly Mims / Amy Waters     | 3 epizód               |
| 1962      |                                          | Ben Casey                              | Dr. Leslie Fraser / Connie  | 2 epizód               |
| 1962      | Buszmegálló                              | Bus Stop                               | Phyllis Dunning             | 1 epizód               |
| 1962      |                                          | Checkmate                              | Margo                       | 1 epizód               |
| 1962      |                                          | The Many Loves of Dobie Gillis         | Dr. Donna Whittaker         | 1 epizód               |
| 1962      |                                          | Perry Mason                            | Mona Winthrope White        | 1 epizód               |
| 1962      |                                          | The Real McCoys                        | Dorothy Carter              | 1 epizód               |
| 1962      |                                          | I'm Dickens, He's Fenster              | Joan                        | 1 epizód               |
| 1963      |                                          | Laramie                                | Amy                         | 1 epizód               |
| 1963      |                                          | The Defenders                          | Hilda Wesley                | 1 epizód               |
| 1963      |                                          | Going My Way                           | Louise                      | 1 epizód               |
| 1963      |                                          | Wagon Train                            | Margaret Whitlow            | 1 epizód               |
| 1963      |                                          | Vacation Playhouse                     | Ellen                       | 1 epizód               |
| 1964      |                                          | Suspense Theater                       | Barbara / Lucille           | 1 epizód               |
| 1964      |                                          | Bob Hope Presents the Chrysler Theatre | Eva Laurelton               | 1 epizód               |
| 1964      |                                          | The Greatest Show on Earth             | Susan Mason                 | 1 epizód               |
| 1964      |                                          | Death Valley Days                      | Jenny                       | 1 epizód               |
| 1964–1965 |                                          | The Doctors                            | Dr. Kate Bartok             | 41 epizód              |
| 1965      |                                          | For the People                         | Maria Haviland              | 1 epizód               |
| 1966      |                                          | The Time Tunnel                        | Dr. Eve Holland             | 1 epizód               |
| 1967–1968 |                                          | Iron Horse                             | Julie Parsons               | 9 epizód               |
| 1967      |                                          | The Big Valley                         | Jacob nővér                 | 1 epizód               |
| 1968      |                                          | Insight                                | Janet                       | 1 epizód               |
| 1969      |                                          | The Virginian                          | Kate Bürden                 | 1 epizód               |
| 1972      |                                          | The Bold Ones: The Lawyers             | Rachel Lambert              | 1 epizód               |
| 1986–1987 |                                          | The Ellen Burstyn Show                 | Ellen Brewer                | 13 epizód              |
| 1998      | Önfejűek                                 | A Will of Their Own                    | Veronica Steward            | minisorozat (1 epizód) |
| 2000–2002 | Édes élet olasz módra                    | That's Life                            | Dolly DeLucca               | 34 epizód              |
| 2006      | Nem szentírás                            | The Book of Daniel                     | Beatrice Congreve püspök    | 8 epizód               |
| 2007–2011 | Hármastársak                             | Big Love                               | Nancy Davis Dutton          | 6 epizód               |
| 2008      | Esküdt ellenségek: Különleges ügyosztály | Law & Order: Special Victims Unit      | Bernie Stabler              | 1 epizód               |
| 2012      |                                          | Political Animals                      | Margaret Barrish            | 6 epizód               |
| 2012      |                                          | Coma                                   | Mrs. Emerson                | minisorozat (2 epizód) |
| 2014      | Louie                                    | Louie                                  | Evanka                      | 5 epizód               |
| 2015      | Anyák gyöngye                            | Mom                                    | Shirley Stabler             | 1 epizód               |
| 2016      | Kártyavár                                | House of Cards                         | Elizabeth Hale              | 5 epizód               |
| 2021–     |                                          | Law & Order: Organized Crime           | Bernie Stabler              | visszatérő szereplő    |
| 2022      | The First Lady                           | The First Lady                         | Sara Roosevelt              | 6 epizód               |

## Fontosabb díjak és jelölések
- Oscar-díj a legjobb női főszereplőnek (1975) Alice már nem lakik itt
- BAFTA-díj a legjobb női főszereplőnek (1975) Alice már nem lakik itt
- Golden Globe-díj (1979) Jövőre veled ugyanitt
- Emmy-díj (2009) Különleges ügyosztály
- Emmy-díj (2013) Political Animals